# گونار نلسون
گونار نلسون (انگلیسی: Gunnar Nelson؛ زادهٔ ۲۸ ژوئیهٔ ۱۹۸۸) ورزشکار هنرهای رزمی ترکیبی و کاراته‌کا اهل ایسلند است. وی از سال ۲۰۰۷ میلادی تاکنون مشغول فعالیت بوده‌است.